# Den första postflygningen i Sverige
Den första postflygningen i Sverige genomfördes den 1 juni 1912 och var det andra i Norden.
Det var en dansk flygare, montör hos Burmeister & Wain Peter Nielsen, som på uppdrag av Eslövs skyttegille flög den 10 km långa sträckan mellan Eslöv och Åkarp pr Marieholm med ett antal flygpoststämplade vykort.